# Radioteleviziune
Radioteleviziunea înseamnă distribuția unor programe cu conținut audio sau video, folosindu-se unde radio (electromagnetice) neghidate în cadrul unor sisteme de telecomunicații de masă. Radioul și televiziunea sunt mass-media dominante, care răspândesc permanent informații, muzică, meteorologie, politică, filme, divertisment, artă etc. sub formă auditivă sau video (vizuală) și care sunt  destinate recepției publice.